# Dorfromantik (jeu vidéo)
Pour le jeu de société, voir Dorfromantik.
Dorfromantik est un jeu vidéo de gestion de type city-builder et puzzle-game. Il est développé et édité par Toukana Interactive. Il sort en avril 2022 sur Windows et en septembre 2022 sur Nintendo Switch. 
Une adaptation en jeu de société, ayant remportée le Spiel des Jahres du meilleur jeu, est sortie en 2023.

## Gameplay
Le jeu consiste à placer des tuiles hexagonales contenant une combinaison d'un ou plusieurs biomes (forêt, ville, eau, chemin de fer, champ). Les nouvelles tuiles peuvent être tournées avant d'être placées et doivent toucher au moins un côté d'une tuile existante ; une fois placée, la tuile ne peut plus être déplacée. Les tuiles d'eau et de chemin de fer doivent être connectées à des tuiles correspondantes déjà placées. Le joueur débute avec 40 tuiles. Les joueurs peuvent accomplir des quêtes pour obtenir davantage de tuiles (par exemple, composer une zone de champs formé de 10 tuiles). Le jeu se termine lorsque le joueur n'a plus de tuiles.
Un mode créatif a été ajouté au jeu en août 2021, permettant aux joueurs de construire des villes avec un nombre infini de tuiles.

### Score
Les points sont calculés en fonction de la manière dont les tuiles sont placées :
- 10 points pour chaque bord de la tuile correctement placée (le bord est adjacent à un biome du même type)
- 60 points pour chaque tuile parfaitement placée (chacun de ses bords est adjacent à un biome du même type)
- 100 points pour chaque quête standard
- 150 points pour chaque quête de drapeau

## Accueil

### Récompenses
| Année | Récompense                        | Catégorie                  | Résultat   | Référence |
| ----- | --------------------------------- | -------------------------- | ---------- | --------- |
| 2021  | 23rd Independent Games Festival   | Meilleur jeu étudiant      | Nomination | [ 5 ]     |
| 2021  | Deutscher Computerspielpreis (en) | Meilleur jeu familial      | Nomination | [ 6 ]     |
| 2021  | Deutscher Computerspielpreis (en) | Meilleur Game Design       | Lauréat    | [ 6 ]     |
| 2021  | Deutscher Computerspielpreis (en) | Meilleur début             | Lauréat    | [ 6 ]     |
| 2022  | Steam Awards                      | Prix « Moment de détente » | Nomination | [ 7 ]     |
| 2022  | Golden Joystick Awards            | Meilleur jeu indépendant   | Nomination | [ 8 ]     |